# Shingletown
Shingletown é uma Região censo-designada localizada no estado americano da Califórnia, no Condado de Shasta.

## Demografia
Segundo o censo americano de 2000, a sua população era de 2222 habitantes.

## Geografia
De acordo com o United States Census Bureau tem uma área de 64,1 km², dos quais 63,9 km² cobertos por terra e 0,2 km² cobertos por água. Shingletown localiza-se a aproximadamente 1064 m acima do nível do mar.

## Localidades na vizinhança
O diagrama seguinte representa as localidades num raio de 40 km ao redor de Shingletown.